# Arinbjarnarkviða
La Arinbjarnarkviða è un poema scaldico composto da Egill Skallagrímsson e dedicato all'amico Arinbjörn. Il poema fa parte dei manoscritti della Egils saga. alcune righe si sono perse, mentre altre potrebbero essere compromesse.
La metrica utilizzata è la kviðuháttr.